# Руся (альбом)
«Руся» — студійний альбом української співачки Русі, що вийшов 1991 року.

## Історія
Руся була однією з найпопулярніших українських співачок кінця 1980-х — початку 1990-х років. Її музичний шлях розпочинався в середині 1980-х років, коли юна Ірина Поривай разом із сестрою Наталею здобули музичну освіту та мріяли про сцену. 1989 року сестри обрали свої шляхи: Ірина стала співпрацювати з продюсером Костянтином Осауленком і виступати під сценічним іменем «Руся», а Наталя — з російським продюсером Ігорем Ніколаєвим, виступаючи під псевдонімом «Наташа Корольова».
З 1989 по 1990 роки Руся видала три магнітоальбоми — «Ворожка», «Різдвяна ніч» та «Даруй мені, мамо» — що стали дуже популярними в Україні. Артистку порівнювали із Мадонною та Самантою Фокс, вона першою з вітчизняних виконавців збирала повний Палац спорту, і була визнана Найкращою співачкою 1990 року.
1991 року Руся разом із чоловіком Костянтином Осауленком переїхала до Канади. Як пізніше згадувала співачка, вона не могла відмовитися від пропозиції записатися в студії, де до цього працювала сама Селін Діон. Окрім цього, у первістка Русі та її чоловіка Костянтина Осауленка діагностували ДЦП, тому родина сподівалася, що за кордоном зможуть вилікувати дитину.  Руся підписала контракт із місцевим лейблом звукозапису «Євшан» (Yevshan Records) і в жовтні 1991 року записала в Монреалі нові пісні, що увійшли до компакт-диска «Руся». Як було зазначено в анотації до альбому, «молода, динамічна співачка і танцюристка з України репрезентує нову хвилю не-традиційної української музики до танцю, в новому західньому стилі — зі жвавим полученням стилів поп, рок і диско, але з українським елементом». На пісню «Не забувай» було знято відеокліп, який транслювався на загальноукраїнському телеканалі УТ-1. 
Після виходу диска «Руся» співачка залишилася в Торонто, повернувшись до України лише 1994 року. Її музична кар'єра тривала ще чотири роки, а останні концерти разом із сестрою Наташею Корольовою відбулися 1998 року.
2021 року оглядач сайту Espreso TV Богдан-Олег Горобчук створив список з 30 альбомів незалежної України, в якому платівку «Руся» було визнано одним зі знакових альбомів 1991 року, разом «Ми — хлопці з Бандерштадту» Братів Гадюкіних та «Господи, помилуй нас» Тараса Петриненка

## Список пісень
| #   | Назва                                                 | Автор                       | Тривалість |
| --- | ----------------------------------------------------- | --------------------------- | ---------- |
| 1.  | «Не стій під вікном» (англ. Don't Stand By My Window) | К. Осауленко, А. Матвійчук  |            |
| 2.  | «Зачароване коло» (англ. The Enchanted Circle)        | К. Осауленко, А. Матвійчук  |            |
| 3.  | «Але не вірю» (англ. I Don't Believe It)              | К. Осауленко, А. Матвійчук  |            |
| 4.  | «Ворожка» (англ. The Fortuneteller)                   | К. Осауленко, Д. Акімов     |            |
| 5.  | «Не забувай» (англ. Don't Forget)                     | К. Осауленко                |            |
| 6.  | «Попелюшка» (англ. Cinderella)                        | Г. Татарченко, К. Осауленко |            |
| 7.  | «Тільки я» (англ. Only I)                             | К. Осауленко, Д. Акімов     |            |
| 8.  | «Русалонька» (англ. The Mermaid)                      | К. Осауленко, А. Матвійчук  |            |
| 9.  | «Даруй мені мамо» (англ. Forgive Me, Mother)          | К. Осауленко, Д. Акімов     |            |
| 10. | «Дівчина русява» (англ. The Blond-Haired Girl)        | Г. Татарченко, К. Осауленко |            |

Записано та зведено в студії Studio 270, Монреаль, Квебек.